# タルソスのテオドルス
タルソスのテオドルス（Theodorus of Tarsus, 602年頃 - 690年9月19日）は、カンタベリー大司教。カトリック教会、正教会、聖公会の聖人.

## 生涯
第6代の大司教デウスデディトゥスが664年7月14日に亡くなり、後任を依頼されたイングランド出身の司教ウィグハルドが、大司教叙階のため派遣されたローマで疫病により死亡。ローマ教皇はナポリ近郊のニリダン修道院長ハドリアヌス（en）に大司教としてイングランドへ赴任するよう命じるが、ハドリアヌスは友人であるタルソス出身の修道士テオドルスがいっそう適任であると推薦した。当時66歳でローマにいたテオドルスは668年3月26日に教皇ウィタリアヌスから大司教への叙階を受ける。テオドルスはハドリアヌスを伴い、イングランドへ渡る（ケント到着は669年5月）。修道士の生活規則と教会法に基づく復活祭挙行の基準を広めた。測量術や天文学、教会算術（暦）をラテン語・ギリシア語とともに教えた。ケントの教会にだけ知られていた聖歌がイングランドの教会全体に伝わり始めるのもこの頃である。
670年、ハートフォードの司教会議を主宰し、教会規則・宗教会議・婚姻の掟などに関わる10箇条を定めた。680年ヒースフィールドの司教会議で、キリストに神性・人性の共存を認めない異説（エウティケス異端）を斥けることを確認。679年にマーシア王エゼルレッドとノーサンブリア王エグフリッドの間に起こった戦争が広がることを憂い、両者を告諭し講和を仲介した。690年に逝去。聖ペテロ教会（現在の聖オーガスティン修道院）に埋葬された。
大司教としてのテオドルスは、イングランド全体の教会をカンタベリーに統合するにあたって、初代大司教アウグスティヌスが追求した政策を継承し、よりよく成功したといえる。つまり、古来からのケント教会の風習とローマの儀式・教義を融和させるという目的である。